# Wanda Jackson

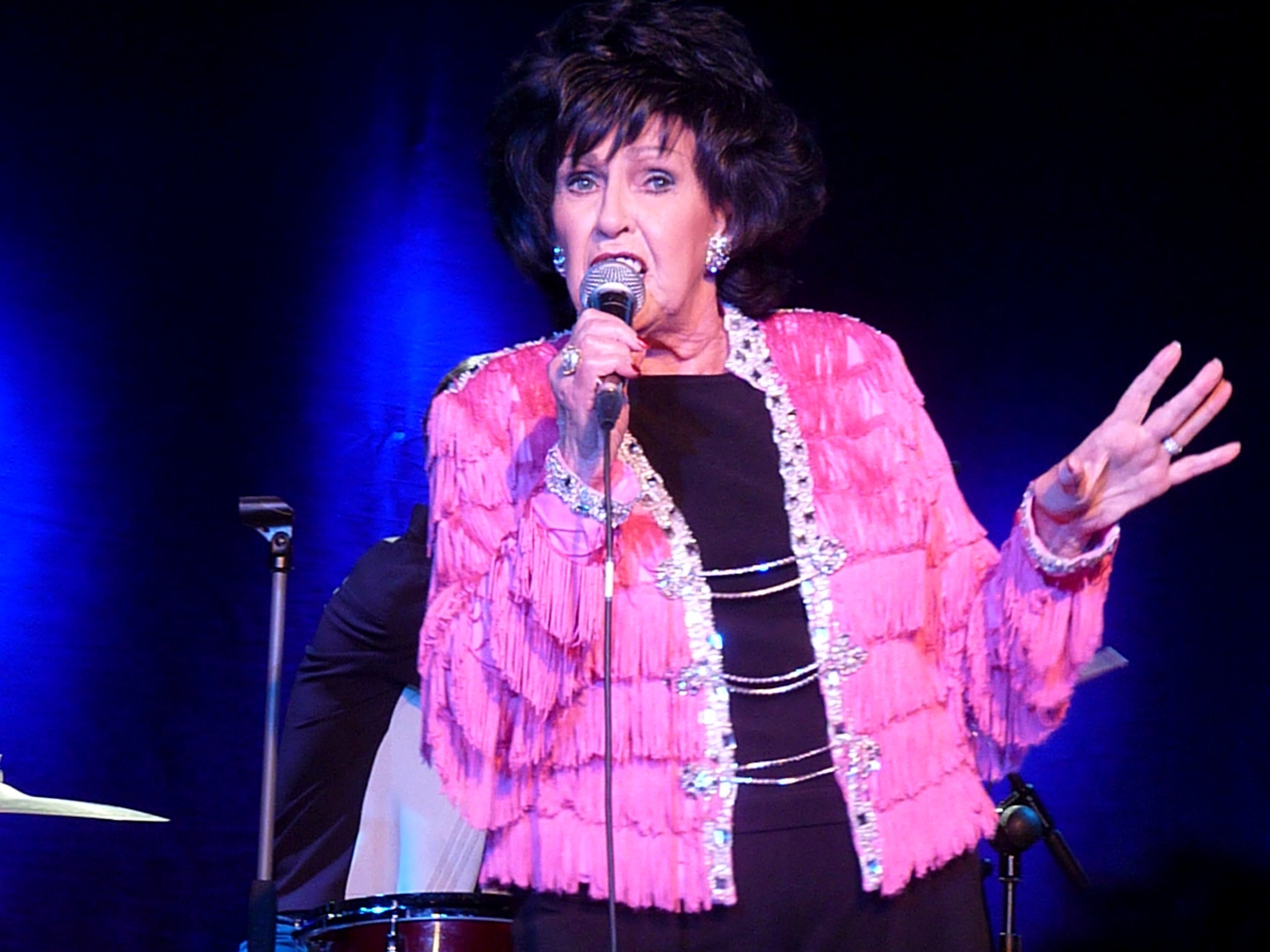
Wanda Jackson (2011)

Wanda LaVonne Jackson (* 20. Oktober 1937 in Maud, Oklahoma) ist eine US-amerikanische Rockabilly- und Country-Sängerin.

## Leben
Wanda Jackson wurde zwar in Oklahoma geboren, wuchs aber ab ihrem 4. Lebensjahr in Kalifornien auf. Als Kind lernte sie Gitarre und Klavier spielen. Mit 15 Jahren gewann sie einen Talentwettbewerb und durfte täglich eine Viertelstunde in einem lokalen Radiosender auftreten. Der Countrysänger Hank Thompson hörte sie dort und ermutigte sie zu weiteren Auftritten. Sie bestand jedoch darauf, erst ihren High-School-Abschluss zu machen. 1955 und 1956 ging sie auf Tournee, unter anderem mit Elvis Presley, der ihr riet, von der Countrymusik auf Rockabilly umzusteigen. 1961 heiratete sie und bekam zwei Kinder. Ihr Mann Wendell Goodman († 2017) gab seinen Beruf bei IBM auf, um ihr Manager zu werden.
Wanda Jackson war die erste Frau, die „wilde“ Musik wie ihre männlichen Kollegen machte und ihre Songs mit rauer Stimme sang. Für die eher prüden USA war sie zu wild und ihre größten Erfolge hatte sie damals im Ausland. Für ihre Fans im Ausland sang sie unter anderem auch auf Deutsch, Niederländisch und Japanisch. 1959 stand Fujiyama Mama monatelang an der Spitze der japanischen Hitparade – und das obwohl in dem Lied auf wenig sensible Weise auf die Atombombenabwürfe angespielt wird: „I've been to Nagasaki, Hiroshima too / The things I did to them baby, I can do to you“. Ihr bis heute bekanntester Rock-’n’-Roll-Titel war 1960 Let's Have A Party. Weitere Hits waren Silver Threads And Golden Needles – die erste Aufnahme des heutigen Country-Klassikers, Stupid Cupid, ursprünglich ein Hit von Connie Francis, sowie zwei selbst geschriebene Titel, Right Or Wrong und Mean Mean Man. Ihr in den USA erfolgreichster Titel war In The Middle Of A Heartache, die Platte erreichte Ende 1961 Platz 27 der US-Singles-Charts. Im Jahre 1962 gelangen ihr noch zwei weitere, kleinere Erfolge, einmal mit einer Coverversion des Burl-Ives-Titels A Little Bitty Tear (# 84) und mit der Platte If I Cried Every Time You Hurt Me (# 58). Insgesamt konnten sich fünf Platten von Wanda Jackson zwischen Herbst 1960 und Frühsommer 1962 in den US-Charts platzieren.
In Deutschland kam sie mit sanfteren Liedern besser an, hatte aber da nur eine sehr kurze Phase des Erfolgs, vom April 1965 bis Januar 1967. Am erfolgreichsten war sie mit Santo Domingo, einem eigens für sie von Bert Olden und Joachim Relin komponierten deutschen Schlager. Der Titel kam 1965 bis auf Platz 5 der deutschen Hitparade und Platz 1 der Hitparade der Jugendzeitschrift Bravo. Wanda Jackson nahm diesen Titel auch für den asiatischen Markt in japanischer Sprache auf. Die B-Seite von Santo Domingo – Morgen, ja morgen – wurde von Wanda Jackson auch in niederländischer Sprache eingesungen. Anders als viele andere deutsch singende Stars aus dem angelsächsischen Sprachraum, wie z. B. Connie Francis, Cliff Richard oder Petula Clark, nahm Wanda Jackson keine deutschsprachigen Coverversionen ihrer US-Hits auf; ihre deutschsprachigen Aufnahmen wurden explizit in deutscher Sprache für sie geschrieben (z. B. Doch dann kam Johnny oder Wer an das Meer sein Herz verliert) oder es wurden US-Hits anderer Künstler verwendet und mit deutschen Texten versehen (z. B. Oh, lonesome me von Don Gibson), wobei die Instrumentalplaybacks in den Electrola Studios in Köln vorproduziert wurden und von Wanda Jackson entweder in den Studios ihres US-Labels Capitol Records in Los Angeles oder bei ihrem nächsten Besuch bei Electrola in Köln synchronisiert wurden. Ihr letzter Erfolg in Deutschland war der Titel Wenn der Abschied kommt, der im Januar 1967 Platz 32 der deutschen Singles-Charts erreichte.
Wanda Jackson sang neben Rock ’n’ Roll und Country zeitweilig auch Gospelmusik. In ihrer Karriere nahm sie mehr als 50 Alben auf und geht auch mit über 70 Jahren noch auf Tournee. Sie erhielt zahlreiche Ehrungen, unter anderem wurde sie in die Oklahoma Music Hall of Fame, die Rockabilly Hall Of Fame und die International Gospel Music Hall Of Fame aufgenommen.
Im Januar 2011 feierte Jackson auf dem Plattenmarkt ein vielbeachtetes Comeback: Das Album The Party Ain't Over wurde von Jack White (The White Stripes) produziert und erhielt unter anderem gute Kritiken von BBC Music sowie den Fachblättern Spin und New Musical Express. Das Album enthält Coverversionen von Rock-’n’-Roll-Klassikern wie Rip It Up, Shakin' All Over oder Nervous Breakdown, daneben aber auch Lieder von Bob Dylan (Thunder on the Mountain) und Amy Winehouse (You Know That I'm No Good).
Am 20. August 2021 erschien Jacksons finales Album Encore. Das von Joan Jett produzierte Album enthält Duette mit Joan, Elle King, Angaleena Presley von den Pistol Annies und Candi Carpenter. Bereits 1989 hatte Jackson ein Album gleichen Namens in Schweden veröffentlicht.

## Diskografie

### Alben
- 1958: Wanda Jackson
- 1961: There's A Party Goin' On
- 1961: Right Or Wrong
- 1962: Wonderful Wanda
- 1963: Love Me Forever
- 1964: Two Sides Of Wanda
- 1965: Blues In My Heart
- 1965: Wanda Jackson Sings Country Songs
- 1966: Wanda Jackson Salutes The Country Music Hall Of Fame
- 1967: Reckless Love Affair
- 1967: Made In Germany
- 1968: Cream Of The Crop
- 1969: In Person Live At "Mr. Lucky's" In Phoenix, Arizona
- 1969: The Happy Side Of Wanda
- 1969: The Many Moods Of Wanda Jackson
- 1970: Wanda Jackson Country!
- 1971: I've Gotta Sing
- 1972: I Wouldn't Want You Any Other Way
- 1972: Praise The Lord
- 1973: Country Gospel
- 1973: Country Keepsakes
- 1973: When It's Time To Fall In Love Again
- 1974: Now I Have Everything
- 1975: Make Me Like A Child Again
- 1976: I'll Still Love You
- 1977: Closer To Jesus
- 1979: My Testimony
- 1980: Good Times
- 1981: Show Me The Way To Calvary
- 1984: Rockabilly Fever
- 1984: My Kind Of Gospel
- 1989: Encore
- 2000: Rock Around The Eiffel Tower
- 2003: Heart Trouble
- 2010: The Party Ain't Over
- 2012: Unfinished Business
- 2021: Encore

### Singles
- 1954: Lovin' Country Style / You Can't Have My Love
- 1954: You'd Be The First To Know / If You Don't Somebody Else Will
- 1954: The Right To Love / If You Knew What I Know
- 1955: Nobody's Darlin' But Mine / Tears At The Grand Ole Op'ry
- 1955: Don't Do The Things He'd Do / It's The Same World (Wherever You Go)
- 1956: Silver Threads And Golden Needles / Hot Dog! That Made Him Mad
- 1956: You Won't Forget (About Me) / The Heart You Could Have Had
- 1956: Wasted / I Cried Again
- 1956: Half As Good A Girl / I Gotta Know
- 1957: Did You Miss Me? / Cool Love
- 1957: Let Me Explain / Don'a Wan'a
- 1957: Cryin' Thru The Night / Baby Loves Him
- 1957: No Wedding Bells For Joe / Fujiyama Mama
- 1958: Honey Bop / Just A Queen For A Day
- 1958: Mean Mean Man / (Every Time They Play) Our Song
- 1958: Savin' My Love / I Wanna Waltz
- 1958: You're The One For Me / A Date With Jerry
- 1958: Rock Your Baby / Sinful Heart
- 1959: Reaching / I'd Rather Have You
- 1959: You've Turned To A Stranger / Savin' My Love
- 1960: Please Call Today / My Destiny
- 1960: Let's Have A Party / Cool Love
- 1960: Mean, Mean Man / Happy Happy Birthday
- 1961: There's A Party Goin' On / Long Tall Sally
- 1961: Riot In Cell Block Number Nine / Little Charm Bracelet
- 1961: Right Or Wrong / Funnel Of Love
- 1961: In The Middle Of A Heartache / I'd Be Ashamed
- 1962: The Greatest Actor / You Bug Me Bad
- 1962: A Little Bitty Tear / I Don't Wanta Go
- 1962: Honey Bop / Just A Queen For A Day
- 1963: We Haven't A Moment To Lose / This Should Go On Forever
- 1963: Let Me Talk To You / Memory Mountain
- 1963: Stupid Cupid / Brown Eyed Handsome Man
- 1964: Candy Man / Weary Blues From Waitin’
- 1964: I'm Mad At Me / Leave My Baby Alone
- 1964: Whole Lot Of Shakin' Goin On / Honey Don't
- 1965: Doch Dann Kam Johnny / Das Kommt Vom Glück In Der Liebe
- 1965: Santo Domingo / Oh, Blacky Joe
- 1965: Morgen, ja Morgen / Ich schau' Hinunter in's Tal
- 1965: Wer an das Meer sein Herz verliert / Louisiana Moon
- 1965: My Baby's Gone / If I Were You
- 1966: Because It's You / Long As I Have You
- 1966: The Box It Came In / Look Out Heart
- 1966: This Gun Don't Care / I Wonder If She Knows
- 1966: Komm Heim mein Wandersmann / Oh Lonesome Me
- 1967: Addio My Love / Abschiedsrosen
- 1967: Vom Winde Verweht / Der Mond ist der Freund der Verliebten
- 1967: Ohne Sterne Ist Der Himmel Leer / Wenn Der Abschied Kommt
- 1969: Two Wrongs Don't Make A Right / Two Separate Bar Stools
- 1969: Your Tender Love / As The Day Wears On
- 1970: Warum gleich Tränen / Schick ihn nicht fort, Daddy
- 1972: Tennessee Women's Prison / Roll With The Tide
- 1972: I Wouldn't Want You Any Other Way / Song Of The Wind
- 1974: Jesus Put A Yodel In My Soul / When The Saints Go Marching In
- 1975: Touring That City / Make Me Like A Child Again
- 2010: Thunder On The Mountain / Dust On The Bible
- 2010: You Know I'm No Good / Shakin' All Over
- 2021: It Keeps Right On A Hurtin’